# Cristo Grozev
Christo Grozev (em búlgaro: Христо Грозев; nascido em 20 de maio de 1969) é um jornalista investigativo e autor búlgaro. Ele é o chefe de investigações do The Insider e ex-investigador-chefe da Rússia no Bellingcat.   As suas investigações sobre a identidade dos suspeitos envolvidos no envenenamento de Sergei e Yulia Skripal em 2018 valeram-lhe a ele e à sua equipa o Prémio de Imprensa Europeia para o Jornalismo de Investigação   e a inimizade do Estado russo. 

## Carreira
Grozev começou a trabalhar como jornalista para um jornal quando tinha 17 anos; mais tarde, trabalhou como repórter de rádio durante o período socialista na Bulgária.  Desde 1988 ele é repórter de rádio em Plovdiv. Em 1991, ele foi um dos fundadores e CEO da primeira estação de rádio comercial da Bulgária – Aura – que era afiliada à Universidade Americana na Bulgária.   Em 1994, ele foi contratado pela empresa americana Metromedia para trabalhar com seus ativos russos. Ele lançou a Rádio Nika em Sochi, o Canal Melodia e o Eldoradio em São Petersburgo e dezenas de estações de rádio nos países bálticos, Finlândia, Bulgária e Hungria. Foi nomeado Diretor Regional e Vice-Presidente de Rádio da Metromedia em 1997.  
Em 2000, Grozev tornou-se CEO da Divisão de Rádio da Metromedia, supervisionando as operações e o crescimento de mais de 30 estações de rádio em 11 países da Europa Central e Oriental, Norte da Europa, Rússia e CEI.   Quando a Metromedia deixou o negócio de rádio em 2003, Grozev comprou ativos de rádio russos (RBMH Broadcast Media Holdings); em 2006, ele os vendeu para a empresa francesa Lagardère Group.  

### Bellingcat
Grozev ingressou na Bellingcat em 2015 como repórter investigativo.  Grozev é conhecido por usar dados de código aberto, mídias sociais e outros dados disponíveis para investigações. Ele foi autor de investigações que identificaram, entre outros, dois altos oficiais russos ligados à queda do voo 17 da Malaysia Airlines em 2014,   oficiais do GRU envolvidos no plano de golpe de Estado montenegrino de 2016,   os três suspeitos do envenenamento de Sergei e Yulia Skripal em 2018  e do envenenamento de Alexei Navalny em 2020. 
Em 2019, Grozev e sua equipe ganharam o Prêmio de Jornalismo Investigativo da Imprensa Europeia por "Desmascarar os suspeitos de envenenamento de Salisbury: uma investigação em quatro partes",   na qual identificaram os autores do envenenamento de Sergei e Yulia Skripal.  

### Lista de procurados russos
Em 26 de dezembro de 2022, o Ministério do Interior da Rússia anunciou que Grozev estava em sua lista de "procurados", sem revelar o motivo.   De acordo com a agência noticiosa estatal russa RIA Novosti, foi aberto um processo criminal contra Grozev por "divulgar falsificações".  Em 21 de abril de 2023, Moscou ordenou sua prisão à revelia. A RIA citou uma fonte policial dizendo que Grozev foi acusado de facilitar a fuga de Roman Dobrokhotov, editor do jornal russo The Insider, que deixou a Rússia em 2021. 

### Navalny
Grozev teve grande destaque no documentário Navalny de 2022, que abordou o envenenamento da figura-título. Navalny ganhou o prêmio BAFTA de Melhor Documentário no 76º British Academy Film Awards, embora o convite de Grozev para a cerimônia de premiação tenha sido rescindido dias antes de sua realização, após uma avaliação de que ele era um "risco à segurança".  Os criadores do filme prestaram homenagem a Grozev ao receber o prêmio.  O filme ganhou o prêmio de Melhor Documentário no 95º Oscar, e Grozev subiu ao palco para receber o prêmio ao lado do diretor Daniel Roher e Yulia Navalnaya. 